# Верхопижемье
Верхопижемье — деревня в Советском районе Кировской области в составе Родыгинского сельского поселения. 

## География
Находится на правом берегу реки Пижма на расстоянии примерно 2 километра по прямой на запад от районного центра города Советск.

## История
Известна с 1646 года как деревня Верхопижемская с 32 дворами (128 душ мужского пола), в 1716 учтено было 15 дворов. В 1873 году здесь отмечено дворов 49 и жителей 519, в 1905 82 и 543, в 1926 94 и 465, в 1950 72 и 226. В 1989 году проживало 269 жителей.

## Население
Постоянное население составляло 298 человек (русские 97%) в 2002 году, 291 в 2010.